# 紹斯伍德 (特拉華州)
紹斯伍德（英語：Southwood）是位於美國特拉華州紐卡斯爾縣的一個非建制地區。該地的面積和人口皆未知。

## 地理
紹斯伍德的座標為39°47′05″N 75°43′26″W / 39.78472°N 75.72389°W，而該地的平均海拔高度為107米（即351英尺）。